# Mychajlo Mudryk
Mychajlo Petrovyč Mudryk (* 5. ledna 2001 Krasnohrad) je ukrajinský profesionální fotbalista, který hraje na pozici křídelníka za anglický klub Chelsea FC a za ukrajinskou reprezentaci.

## Klubová kariéra
Mudryk začal hrát fotbal v klubu Metalist Charkov v roce 2010. Poté se v roce 2014 přesunul do akademie Dněpru Dněpropetrovsk.

### Šachtar Doněck
V roce 2016 přestoupil do akademie Šachtaru Doněck. Svůj seniorský debut si odbyl 31. října 2018 pod vedením trenéra Paula Fonsecy v zápase Ukrajinského poháru proti Olimpiku Doněck.

#### Arsenal Kyjev (hostování)
V únoru 2019 odešel na půlroční hostování do Arsenalu Kyjev, kde odehrál 10 zápasů, ale nevstřelil žádný gól.
Většinu sezóny 2019/20 strávil Mudryk v akademii Šachtaru, v červenci 2020 si pak odbyl svůj ligový debut v drese Šachtaru, a to když nastoupil na posledních osm minut zápasu proti Desně Černihiv. Do konce ročníku 2019/20 nastoupil ještě do dvou dalších utkání a pomohl klubu k ligovému titulu.

#### Desna Černihiv (hostování)
V létě 2020 odešel na roční hostování do prvoligové Desny Černihiv. V Černihově však strávil jen 4 měsíce, odehrál 10 zápasů v ukrajinské Premjer-lihe a jeden v Ukrajinském poháru.

#### Návrat do Šachtaru
8. ledna 2021 se Mudryk předčasně vrátil do Šachtaru Doněck a ve zbytku sezóny odehrál 3 ligové zápasy.
Dne 25. srpna 2021 nastoupil proti Monaku v předkole Ligy mistrů, když v 82. minutě nahradil Manora Salomona, a svým výkonem pomohl ukrajinskému klubu postoupit do skupinové fáze milionářské soutěže. Trenér Šachtaru Doněck Roberto De Zerbi prohlásil, že Mudryk je jedním z nejlepších mladých hráčů, kteří hrají v Evropě. 18. září 2021 vstřelil Mudryk svůj první gól v ukrajinské nejvyšší soutěži, a to v zápase proti Mariupolu. 28. září 2021 debutoval v zápase základní skupiny Ligy mistrů proti Interu Milán. Po mnoha dobrých výkonech v Šachtaru na sebe Mudryk upoutal pozornost řady evropských klubů včetně Sevilly a Arsenalu.
Dne 6. září 2022 vstřelil svůj první gól v Lize mistrů, a to při venkovní výhře 4:1 nad RB Lipsko. Mudryk na podzim 2022 skóroval také v obou zápasech základní skupiny proti Celticu (oba zápasy skončily remízou 1:1), i přesto nedokázal Šachtar postoupit do vyřazovací fáze soutěže. V zimě se pak spekulovalo o jeho možném odchodu, mezi největší zájemce patřily londýnské kluby Chelsea a Arsenal.

### Chelsea FC
Přestože byl v zimním přestupovém období spojován s přestupem do jiného klubu Premier League, Arsenalu, 15. ledna 2023 podepsala Chelsea s Mudrykem trvalou smlouvu na osm a půl roku za počáteční poplatek 70 milionů eur (62 milionů liber), který se v příplatcích vyšplhá na 100 milionů eur (89 milionů liber). Jednalo se o největší přestup Šachtaru a ukrajinské Premier League v historii, čímž se stal nejdražším ukrajinským fotbalistou všech dob a překonal tak dosavadní rekord Freda, který v roce 2018 přestoupil do Manchesteru United za 53 milionů eur (52 milionů liber), navýšený o bonusy na 61,2 milionů liber. Po příchodu do klubu mu byl předán dres s číslem 15. Mudryk debutoval 21. ledna, kdy Chelsea v ligovém utkání na Anfieldu remizovala s Liverpoolem 0:0.

## Reprezentační kariéra
V dubnu 2022 byl Mudryk poprvé povolán do ukrajinské fotbalové reprezentace. 11. května 2022 debutoval v přátelském utkání proti Borussii Mönchengladbach. Soutěžní reprezentační debut si pak odbyl 1. června 2022, když nastoupil do zápasu proti Skotsku v rámci baráže o mistrovství světa ve fotbale 2022.

## Statistiky

### Klubové
K 21. říjnu 2023
| Klub                     | Sezóna                   | Liga                     | Liga   | Liga | Pohár  | Pohár | Evropské poháry | Evropské poháry | Celkem | Celkem |
| Klub                     | Sezóna                   | Liga                     | Zápasy | Góly | Zápasy | Góly  | Zápasy          | Góly            | Zápasy | Góly   |
| ------------------------ | ------------------------ | ------------------------ | ------ | ---- | ------ | ----- | --------------- | --------------- | ------ | ------ |
| Šachtar Doněck           | 2018/19                  | Premjer-liha             | 0      | 0    | 1      | 0     | 0               | 0               | 1      | 0      |
| Šachtar Doněck           | 2019/20                  | Premjer-liha             | 3      | 0    | 0      | 0     | 0               | 0               | 3      | 0      |
| Šachtar Doněck           | 2020/21                  | Premjer-liha             | 3      | 0    | 0      | 0     | 0               | 0               | 3      | 0      |
| Šachtar Doněck           | 2021/22                  | Premjer-liha             | 11     | 2    | 1      | 0     | 7               | 0               | 19     | 2      |
| Šachtar Doněck           | 2022/23                  | Premjer-liha             | 12     | 7    | 0      | 0     | 6               | 3               | 18     | 10     |
| Arsenal Kyjev (host.)    | 2018/19                  | Premjer-liha             | 10     | 0    | 0      | 0     | —               | —               | 10     | 0      |
| Desna Černihiv (host.)   | 2020/21                  | Premjer-liha             | 10     | 0    | 1      | 0     | —               | —               | 11     | 0      |
| Celkem za "Premjer-lihu" | Celkem za "Premjer-lihu" | Celkem za "Premjer-lihu" | 49     | 9    | 3      | 0     | 13              | 3               | 65     | 12     |
| Chelsea                  | 2022/23                  | Premier League           | 15     | 0    | —      | —     | 2               | 0               | 17     | 0      |
| Chelsea                  | 2023/24                  | Premier League           | 9      | 2    | 1      | 0     | —               | —               | 7      | 1      |
| Celkem za "Chelsea"      | Celkem za "Chelsea"      | Celkem za "Chelsea"      | 24     | 2    | 1      | 0     | 2               | 0               | 24     | 1      |
| Celkem za kariéru        | Celkem za kariéru        | Celkem za kariéru        | 73     | 11   | 4      | 0     | 15              | 3               | 89     | 13     |

### Reprezentační
K 19. říjnu 2023
|               | Rok    | Zápasy | Góly |
| ------------- | ------ | ------ | ---- |
| Ukrajina U-16 | 2017   | 2      | 2    |
| Ukrajina U-17 | 2017   | 6      | 3    |
| Ukrajina U-19 | 2018   | 12     | 5    |
| Ukrajina U-21 | 2019   | 5      | 1    |
| Ukrajina U-21 | 2021   | 11     | 2    |
| Ukrajina U-21 | 2023   | 2      | 0    |
| Ukrajina      | 2022   | 8      | 0    |
| Ukrajina      | 2023   | 7      | 1    |
| Celkem        | Celkem | 53     | 14   |

## Ocenění

### Klubová

#### Šachtar Doněck
- Premjer-liha: 2019/20
- Ukrajinský Superpohár: 2021

### Individuální
- Ukrajinský fotbalista roku: 2022
- Zlatý talent Ukrajiny: 2021, 2022
- Hráč roku Šachtaru Doněck: 2021, [27]2022[28]